# 私の秘密の花
『私の秘密の花』（スペイン語: La Flor de mi secreto、英語: The Flower of My Secret）は、1995年製作のスペインの映画である。ペドロ・アルモドバル監督・脚本。

## キャスト
- レオ：マリサ・パレデス
- アンヘル：フアン・エチャノヴェ
- ロサ：ロッシ・デ・パルマ
- ベティ：カルメン・アリアス
- アントニオ：ホアキン・コルテス
- ブランカ：マヌエラ・バルガス
- ハシンタ：チュス・ランプレアヴェ
- パコ：イマノル・アリアス